# Carlos Ramacciotti
Carlos Alberto Ramacciotti (ur. 29 maja 1955 w Rosario) – argentyński piłkarz pochodzenia włoskiego występujący na pozycji obrońcy, trener piłkarski.